# ميجان مونتانير
ميجان غراسيا مونتانير (مواليد 21 أغسطس 1987) هي ممثلة إسبانية وعارضة أزياء سابقة تعمل بشكل أساسي في الأفلام والمسلسلات التلفزيونية. ظهرت بشكل بارز في سلسلة من البرامج التلفزيونية مثل فندق جراند. 
خلال وباء COVID-19، تم تأخير العديد من مشاريعها التلفزيونية إلى أجل غير مسمى خلال فترة الحجر الصحي الوطني. 